# 154
154 (сто петдесет и четвърта) година по юлианския календар е невисокосна година, започваща в понеделник. Това е 154-та година от новата ера, 154-та година от първото хилядолетие, 54-та година от 2 век, 4-та година от 6-о десетилетие на 2 век, 5-а година от 150-те години. В Рим е наричана Година на консулството на Аврелий и Латеран (или по-рядко – 907 Ab urbe condita, „907-а година от основаването на града“).

## Събития
- Консули в Рим са Луций Eлий Аврелий и Тит Секстий Латеран.

## Родени
- Лю Яо, китайски военачалник (починал 195 г.)

## Починали
- Папа Пий I (приблизителна дата)